# Kutu, Mikronesiens federerade stater
Kutu är en ö och kommun i Mikronesiska federationen.   Den ligger i  delstaten Chuuk, i den västra delen av landet, 500 km väster om huvudstaden Palikir.